# Adela de França, condessa de Vexin
Adela de França ou (Alys de França) (1160—1221), foi filha do rei Luís VII de França, e de sua segunda esposa, Constança de Castela.

## Vida
Adela era meia-irmã de Marie e Alice da França, filhas de Louis com  Leonor da Aquitânia, e irmã mais nova de Margaret da França. Apenas cinco semanas depois que Constance morreu ao dar à luz Alice, Luís casou -se com Adélia de Champanhe, com quem teve mais dois filhos, incluindo o futuro rei Filipe II da França.
Em janeiro de 1169, Luís e o rei Henrique II da Inglaterra assinaram um contrato para o casamento entre Adela e o filho de Henrique, Ricardo Coração de Leão. Adela de 8 anos foi enviada para a Inglaterra como pupila de Henrique II.
Em 1177, o cardeal Pedro de São Crisógono, em nome do papa Alexandre III, ameaçou colocar as possessões continentais da Inglaterra sob um interdito se Henrique não contraísse matrimonio. Houve rumores generalizados de que Henry não só tinha feito de Adela sua amante, mas que ela tinha um filho com ele. Henrique morreu em 1189. O rei Ricardo casou-se com Berengária de Navarra em 12 de maio de 1191, enquanto ainda estava oficialmente noivo de Adela.
Felipe ofereceu Adela ao Príncipe João, mas Eleanor impediu o casamento. Adele casou-se com Guilherme IV Talvas, conde de Ponthieu, em 20 de agosto de 1195. Eles tiveram duas filhas: Maria, condessa de Ponthieu, e Isabelle; e um filho natimorto chamado Jean.